# Kimberleyeleotris
Kimberleyeleotris – rodzaj ryb z rodziny eleotrowatych.

## Klasyfikacja
Gatunki zaliczane do tego rodzaju:
- Kimberleyeleotris hutchinsi
- Kimberleyeleotris notata